# Mitrephora diversifolia
Mitrephora diversifolia är en kirimojaväxtart som först beskrevs av Johan Baptist Spanoghe, och fick sitt nu gällande namn av Friedrich Anton Wilhelm Miquel. Mitrephora diversifolia ingår i släktet Mitrephora och familjen kirimojaväxter. Inga underarter finns listade i Catalogue of Life.